# تشارلز بارغ
تشارلز بارغ (بالفرنسية: Charles Bargue)‏ (ولد بين 1826 / 1827 - 6 أبريل 1883)، فنان ومعلم فن فرنسي، وهو من علم فنسنت فان غوخ الفن. ولد من أم ألمانية وأب فرنسي في مدينة باري وتوفي في أمستردام بسبب السرطان.

## معرض صور

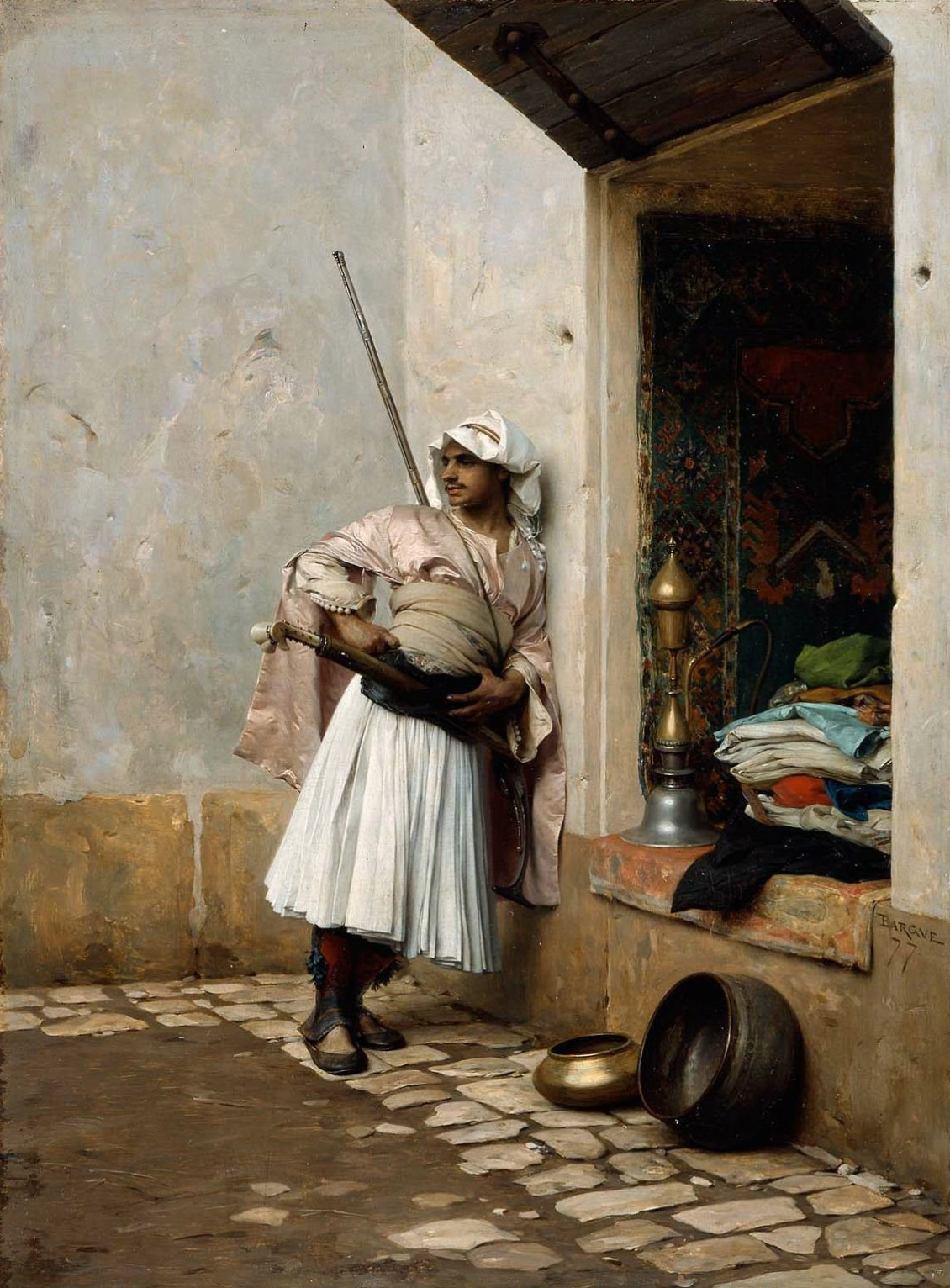
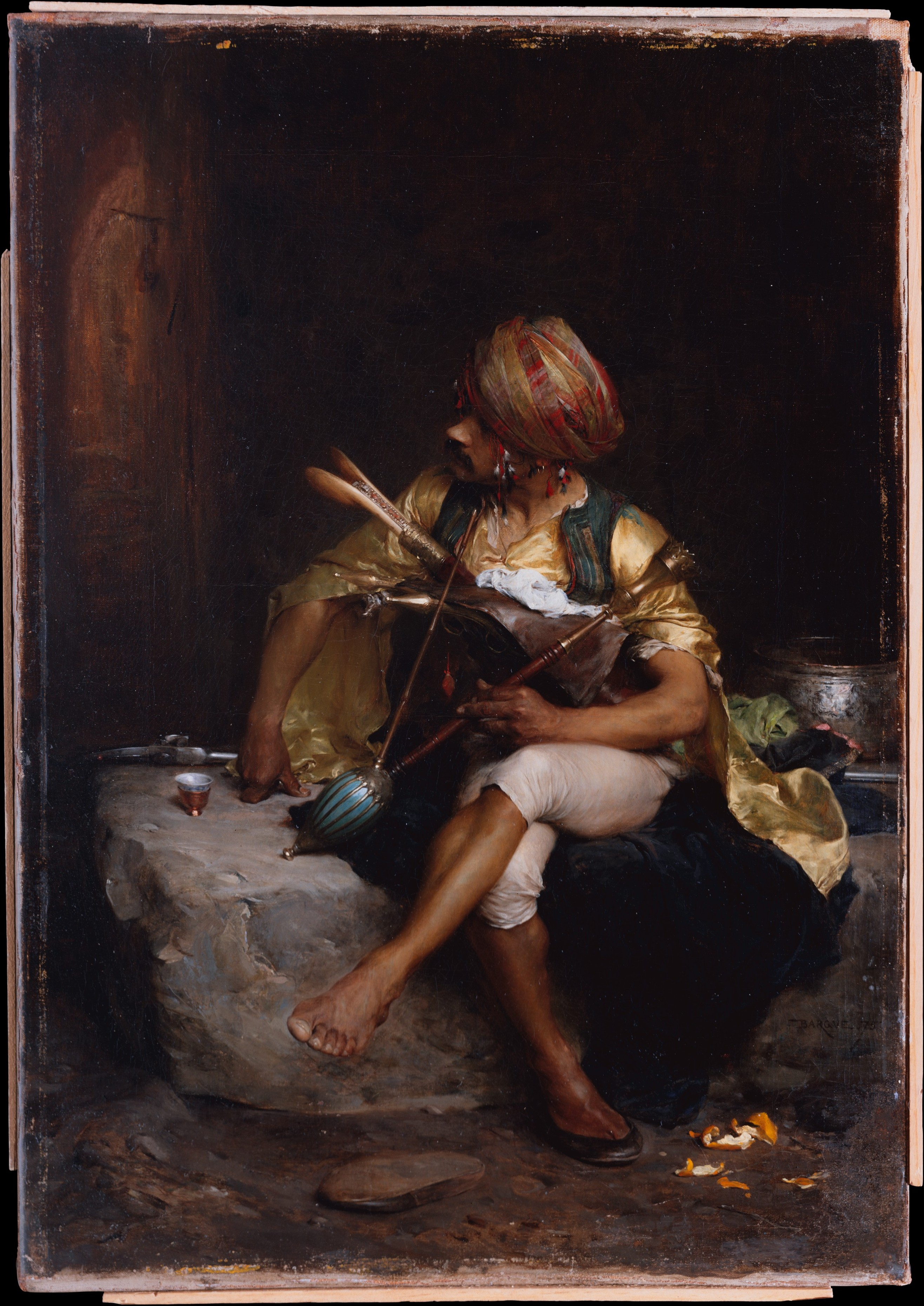
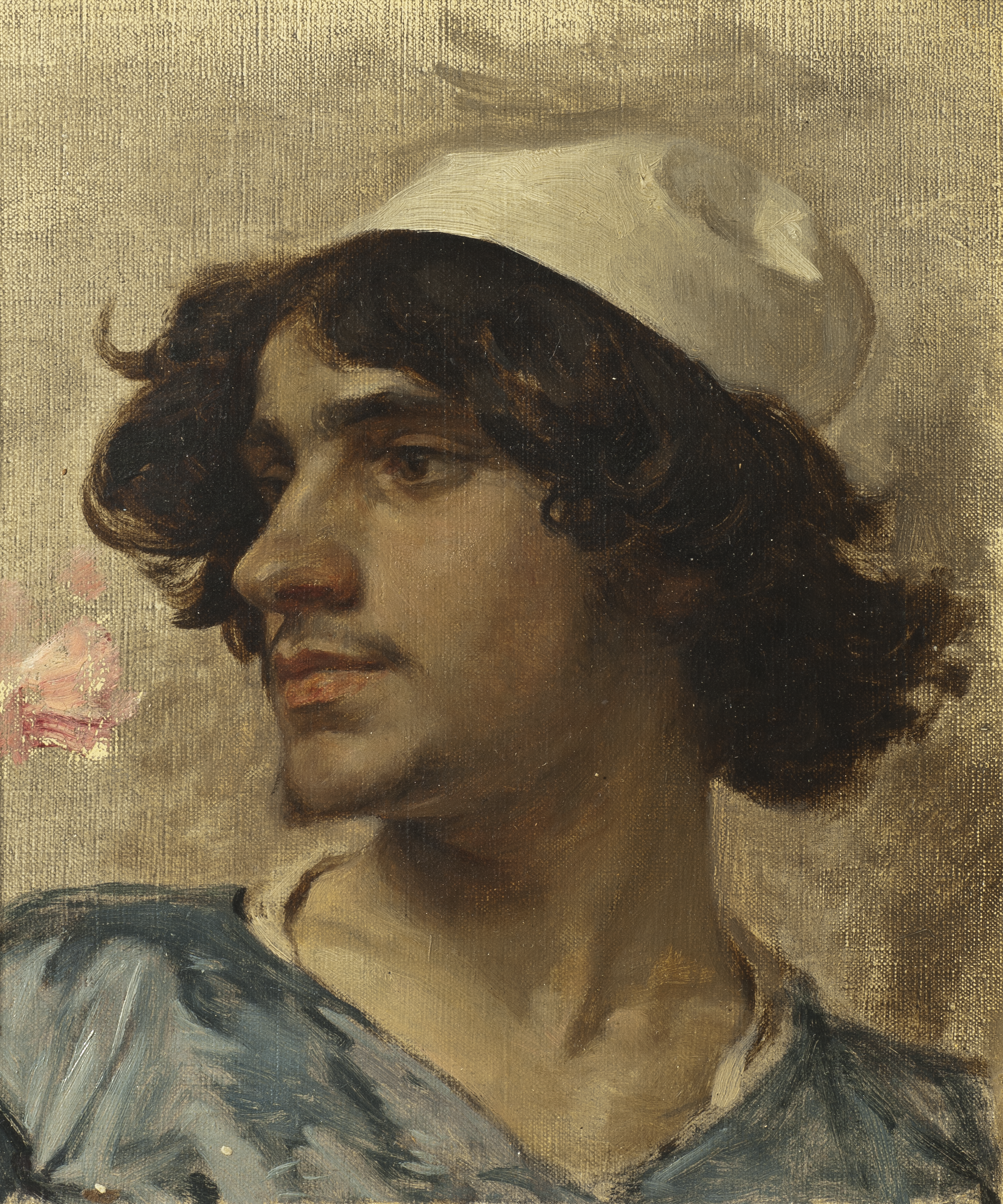
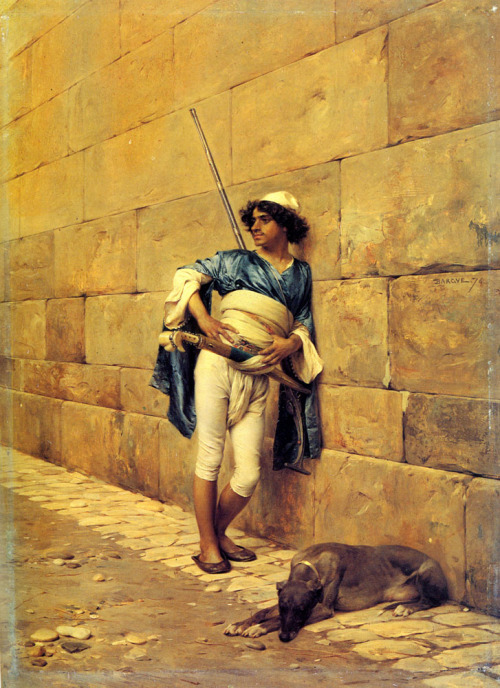
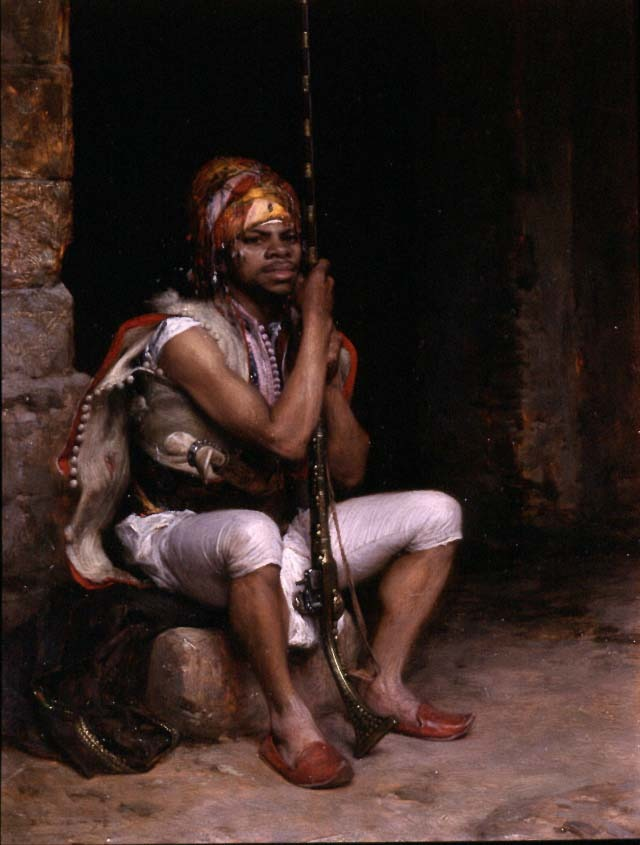